# Kim Jang-Mi
Kim Jang-mi, född 25 september 1992 i Incheon, är en sydkoreansk sportskytt. Hon deltog i olympiska sommarspelen 2012 i London där hon vann guld i 25 m pistol. Hon tävlade även i grenen 10 m luftpistol, i vilken hon slutade på trettonde plats i kvalet och därmed missade finalen.